# TT196
| G40 · D37 | G5 | M24 | n · t |

| G40 · D37 | G5 | M24 | n · t |

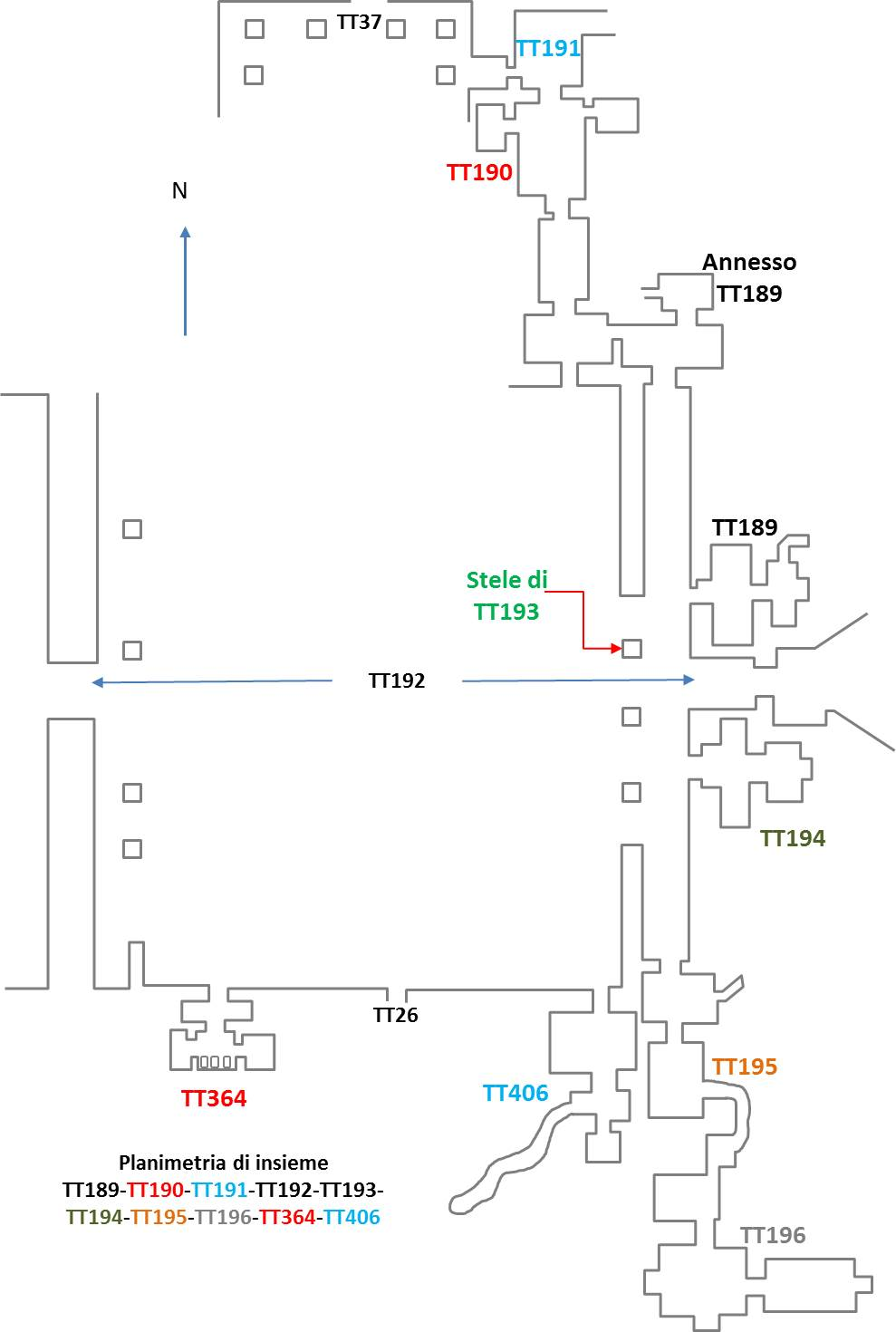
Planimetria dell'area in cui insistono le tombe TT189, TT190, TT191, TT192, TT193, TT194-TT195-TT196-TT364-TT406

TT196 (Theban Tomb 196) è la sigla che identifica una delle Tombe dei Nobili ubicate nell'area della cosiddetta Necropoli Tebana, sulla sponda occidentale del Nilo dinanzi alla città di Luxor, in Egitto. Destinata a sepolture di nobili e funzionari connessi alle case regnanti, specie del Nuovo Regno, l'area venne sfruttata, come necropoli, fin dall'Antico Regno e, successivamente, sino al periodo Saitico (con la XXVI dinastia) e Tolemaico.

## Titolare
TT196 era la tomba di:
| Titolare      | Titolo                            | Necropoli  | Dinastia/Periodo | Note                    |
| ------------- | --------------------------------- | ---------- | ---------------- | ----------------------- |
| Padihorresnet | Capo degli amministratori di Amon | El-Assasif | Periodo Tardo    | accessibile dalla TT189 |

## Biografia
Ibi, Primo amministratore dei possedimenti della Divina Adoratrice del Dio e titolare della TT36 fu suo padre; Shepenernute fu sua madre. Pedepeneferenirtef è il nome di un fratello, ricavabile dalla tomba paterna, così come un altro fratello di cui resta solo il teoforo [...]monthu.

## La tomba
L'ingresso a TT196 si apre nell'angolo sud-est del vasto cortile su cui insistono altre tombe (vedi planimetria d'insieme) e, più esattamente, a sud del lungo corridoio su cui pure si aprono gli accessi alle tombe TT194 e TT189
Alla sepoltura si accedeva dalla TT189; planimetricamente, si presenta alquanto articolata con l'ingresso originale che si apriva nel lato est e che immetteva in una sala oblunga con quattro camere laterali in due delle quali si aprono pozzi per accedere alle camere sepolcrali sottostanti riservate al titolare e ai familiari; da questa un secondo corridoio dà accesso a un'altra camera rettangolare con camera laterale, a sud. Un corridoio ad angolo retto, sulla parete nord, adduce a una terza camera funeraria in cui si apre un passaggio che mette in comunicazione TT196 con la TT195.
A partire dal 1999 la TT196 è stata oggetto di campagne di scavo a cura del Comité des Fouilles Belges en Egypte (PCFB) che hanno portato allo scavo completo, al consolidamento e parziale restauro degli interni e della sovrastruttura. Sono stati repertati oltre 500 oggetti, tra cui oltre 180 vasi, ushabti, vasi canopi e i resti di un sarcofago in legno, relativi a più periodi storici sino all'epoca romana. Al di sotto di una rampa di scale è stata inoltre scoperta una sepoltura più antica contenente un sarcofago in legno dorato e un modello di barca. All'interno dei locali completamente scavati, sono stati rinvenuti dipinti e rilievi parietali ben conservati tra cui l'edizione completa del Libro dei Morti e brani dei Testi delle Piramidi; i soffitti sono, in parte, decorati con motivi geometrici. Oltre una mummia femminile, risalente alla XXII dinastia, sottoposta a Tomografia Assiale Computerizzata (TAC) nel 2000, sono stati rinvenuti gli ingressi di due tombe risalenti al Medio Regno.

### Annotazioni
1. ↑  La numerazione dei locali e delle pareti segue quella di Porter e Moss 1927, p. 296.
2. ↑  La prima numerazione delle tombe, dalla numero 1 alla 253, risale al 1913 con l'edizione del "Topographical Catalogue of the Private Tombs of Thebes" di Alan Gardiner e Arthur Weigall. Le tombe erano numerate in ordine di scoperta e non geografico; ugualmente in ordine cronologico di scoperta sono le tombe dalla 253 in poi.
3. ↑  I campi della Duat, ovvero l'aldilà egizio, si trovavano, secondo le credenze, proprio sulla riva occidentale del grande fiume.
4. ↑  Nella sua epoca di utilizzo, l'area era nota come "Quella di fronte al suo Signore" (con riferimento alla riva orientale, dove si trovavano le strutture dei Palazzi di residenza dei re e i templi dei principali dei) o, più semplicemente, "Occidente di Tebe".
5. ↑  le Tombe dei Nobili, benché raggruppate in un'unica area, sono di fatto distribuite su più necropoli distinte.
6. ↑  Le note, sovente di inquadramento topografico della tomba, sono tratte dal "Topographical Catalogue" di Gardiner e Weigall, ed. 1913 e fanno perciò riferimento alla situazione dell'epoca.
7. ↑  Poiché sull'area insistono tre differenti tombe (TT195 e TT407), i riferimenti sono stati riportati in differente colore. Per la TT196 seguire la numerazione rossa.
8. ↑  Comitato degli scavi belgi in Egitto, che fa parte della Fondation égyptologique Reine Elisabeth, con sede a Bruxelles.

### Fonti
1. ↑  Porter e Moss 1927,  p. 302.
2. ↑  Gardiner e Weigall 1913.
3. ↑  Donadoni 1999,  p. 115.
4. ↑  Gardiner e Weigall 1913, p. 34.
5. ↑  Porter e Moss 1927,  p. 301.
6. ↑  Gardiner e Weigall 1913, pp. 34-35.
7. ↑  Gardiner e Weigall 1913, p. 35.
8. ↑  Porter e Moss 1927,  p. 301, confermata in edizione del 1970.
9. ↑  Porter e Moss 1927,  confermata nell'edizione del 1970, p. 302.
10. ↑  Graefe 2003.